# Hemithecium chapadanum
Hemithecium chapadanum är en lavart som först beskrevs av Redinger, och fick sitt nu gällande namn av Staiger. Hemithecium chapadanum ingår i släktet Hemithecium och familjen Graphidaceae.   Inga underarter finns listade i Catalogue of Life.